# 佐々木崑

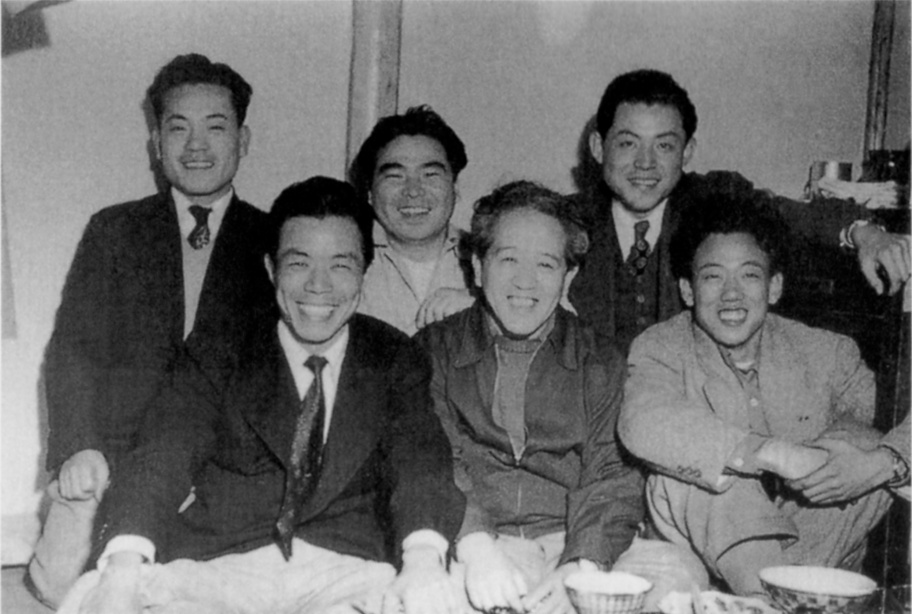
佐々木崑 (神戸にて1951年 〈昭和26年〉 撮影。前列左より、佐々木、木村伊兵衛、田沼武能)

佐々木 崑（ささき こん、1918年11月2日 - 2009年3月27日）は、日本の写真家。兵庫県神戸市出身。本名、幸一。
昆虫や小動物、花などのネイチャーフォトの草分け的存在。誕生や羽化の瞬間を撮り続け、「小さい生命」としてアサヒカメラ誌に23年間256回連載した。また、昭和を代表する写真家、木村伊兵衛の数少ない弟子の一人である。

## 来歴
1918年、中国・青島に生まれる。幼少期に神戸に移る。小学6年生の時、トーゴーカメラを購入し、写真の魅力を知る。同じ頃、セスナの遊覧飛行を体験し、飛行機の魅力にも惹かれた。
1936年、神戸村野工業学校（現　神戸村野工業高等学校）卒業後に上京、日本理科工業（現　大陽日酸）にて設計に従事する。
1939年、入営。平壌、ノモンハン、旧満州に駐留、1942年除隊し帰国する。軍隊時代も写真を撮り続ける。終戦は神戸で迎え、戦後の混乱期は、様々な仕事をしながら切り抜けた。
1951年、撮影のため神戸に訪れていた、木村伊兵衛と出会い師事。
1955年、神戸新開地でカメラ・DP屋を経営する。
1957年、大阪で商業写真スタジオを経営するかたわら、報道写真家としてアサヒグラフなどの雑誌に多数掲載。
1960年、木村伊兵衛に誘われ、再び上京。木村の撮影に多数同行する。
1963年、科学映画製作会社、東京シネマに入社。スチール写真を担当し、接写や顕微鏡写真などを撮影。
1966年、アサヒカメラ（朝日新聞社）1月号より、「小さい生命」の連載を開始。1980年6月号まで続く。
1969年、再びフリーカメラマンになる。
1973年、朝日新聞日曜版に「ミニ博物誌」を連載。
1978年、竹村嘉夫と共に、自然科学写真協会（のち、日本自然科学写真協会となる）を設立、副会長となる。1981年、2代目会長に就任。
1983年、アサヒカメラ（朝日新聞社）3月号より、「新・小さい生命」の連載を開始。1991年12月号まで通算100回を連載。「小さい生命」と合わせて合計23年間256回の連載が終了。
1997年、アサヒカメラ（朝日新聞社）7月号より、「崑さんの撮る目見たまま」の連載を開始。2001年1月号より『崑昔物語』となり、同年12月で連載を終える。

## 作風・人物
珍しい虫や生き物ではなく、主に身近にいる虫や小動物の誕生や脱皮、羽化などの瞬間や、懸命に子育てをする姿などをドラマチックに撮影。決定的瞬間を撮るために、何日もファインダーを覗き続ける撮影も多かった。花の撮影においても、自宅の庭や近所の花屋、近郊の植物園などにある身近な被写体を撮影した。極端な高倍率は使わず、肉眼もしくはルーペで覗く位の倍率を多用した。
カメラの機能やレンズの性能が進歩した現在では、マクロ撮影は身近なものであるが、佐々木が接写を始めた当初は十分な露出データや機材が無く、試行錯誤を繰り返し、必要な機材は自作するなど、苦労が多かったという。
神戸時代の佐々木はハードな報道写真家であった。神戸のヘロイン問題を題材とした、命がけで踏み込んだ迫力のあるルポルタージュや、福原遊郭で売春防止法間近の売春婦や楼主達の生活、未就学児童問題など、当時の社会問題をテーマに撮影した。また、大阪で営んでいたスタジオでは、ファッションデザイナー鴨居羊子の手がける女性下着のカタログ写真の撮影した。この時、木村伊兵衛に「女の乳バンドばっかり撮ってたら駄目になる。東京へいらっしゃい」と言われ、順調だったスタジオを人に譲り、機材をほとんど売り払ってライカM3を持って上京する。上京後は木村の撮影にも度々同行し、東京の街のスナップを多数撮影した。この頃、三木淳に誘われ、ユージン・スミスの暗室で助手を務める。
温厚な人柄で、老若男女問わず「崑さん」と呼ばれ親しまれた。

## 受賞
- 1972年、日本写真協会年度賞
- 1992年、勲四等瑞宝章叙勲
- 1999年、松下幸之助花の万博記念賞
- 2001年、日本写真協会功労賞

## 写真展
- 1968年、「小さい生命」展を銀座ニコンサロンにて開催。以来、全国各地及び海外で開催。
- 1988年、「モルフェー【花の形態誌】」展を開催。
- 1996年、「1960年【麻薬地帯】クラックハウスの実体」展をコニカプラザにて開催。
- 1998年、ドイツ、ライカ本社ギャラリーにて「小さい生命」展を開催。
- 2002年、「木村伊兵衛と歩いた東京」展をJCIIフォトサロンにて開催。
- 2003年、「国木田独歩の歩いた武蔵野」展をJCIIフォトサロンにて開催。
- 2006年、ドイツ、Alte Schreinereiギャラリーにて「小さい生命」展を開催。

## 著書
- 1971年、「小さい生命」（朝日新聞社）
- 1978年、「生命の誕生（家の光協会）
- 1979年〜1982年、かんさつシリーズ「ホタルの一生」「カイコの一生」「小さないのち -メダカの誕生-」（フレーベル館）
- 1984年、「実戦クローズアップフォト」（朝日ソノラマ）
- 1988年、「モルフェー【花の形態誌】」（IPC）
- 1992年、「新・小さい生命」（朝日新聞社）
- 1994年、「誕生物語」（データハウス）